# آروید تورن
آروید تورن (انگلیسی: Harry Lundahl; ۱۶ اکتبر ۱۹۰۵ – ۲ مارس ۱۹۸۸) بازیکن فوتبال اهل سوئد بود.
وی همچنین در تیم ملی فوتبال سوئد بازی کرده‌است.